# 토마스 휠란 에릭센

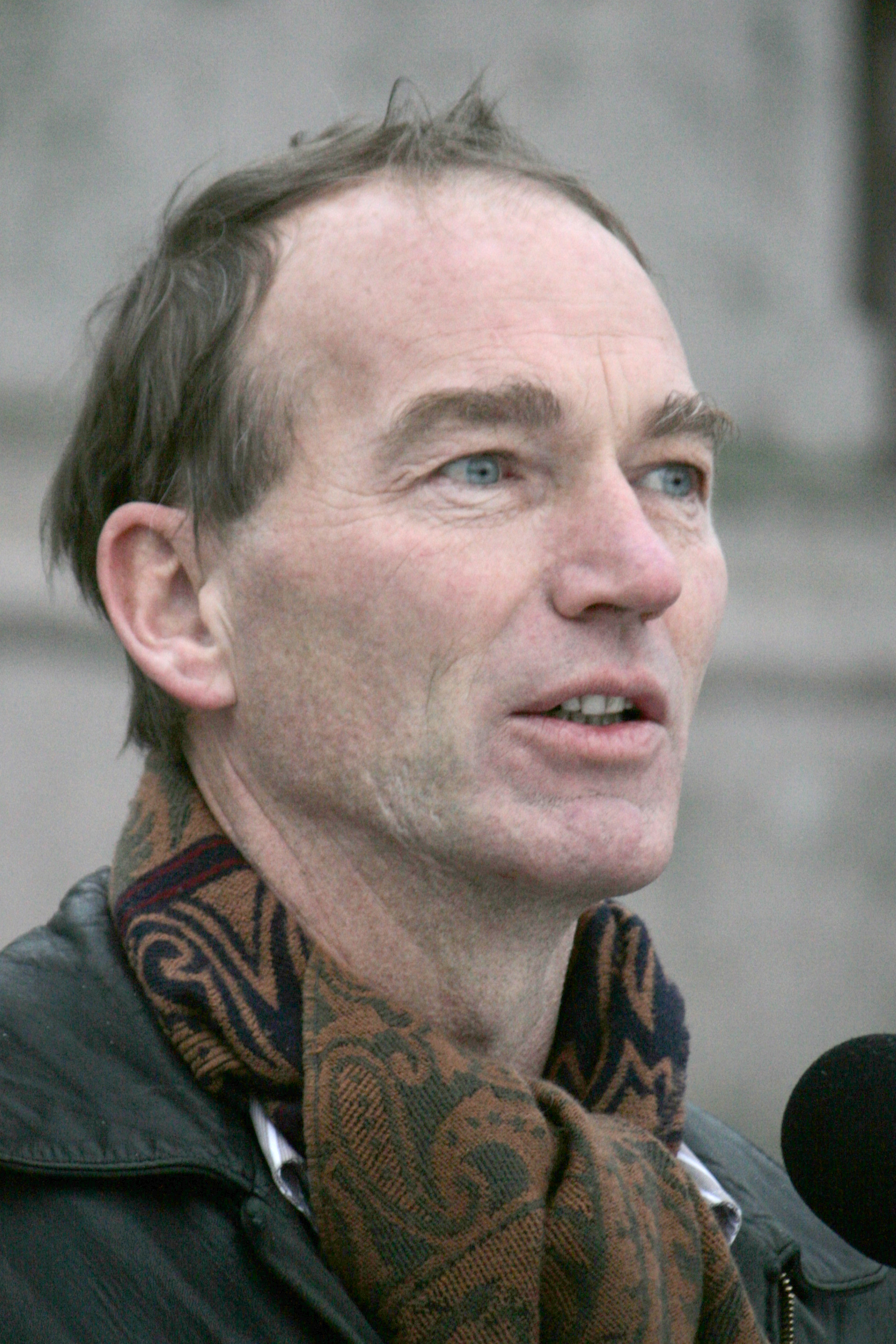

토마스 휠란 에릭센(노르웨이어: Thomas Hylland Eriksen, 1962년 2월 6일~2024년 11월 27일)은 노르웨이의 인류학자이다. 오슬로 대학의 사회 인류학 교수였으며  유럽 사회 인류학자 협회 회장(2015-2016년)을 맡았다. 그는 Norwegian Academy of Science and Letters의 회원이다.
오슬로에서 태어난 휠란 에릭센은 트리니다드와 모리셔스, 나중에 노르웨이와 호주에서 현장 조사를 했다. 그는 현재 세이셸에서 규모와 세계화에 대한 연구를 하고 있다. 그의 연구 분야는 정체성, 민족주의, 세계화 및 정체성 정치이다. Eriksen은 박사 학위를 마쳤다. 정치. 1991년에 학위를, 1995년 33세의 나이로 교수가 되었다. 1993년부터 2001년까지 격월로 발행되는 문화 저널 Samtiden 의 편집자로 일했다.
작업 중 상당 부분은 사회 인류학을 대중화하고 기본적인 문화 상대주의를 전달하는 것과 노르웨이의 대중 토론에서 노르웨이 민족주의에 대한 비판을 전달하는 데 중점을 두었다. 그는 대부분의 스칸디나비아 대학에서 사회 인류학 입문 과정에서 사용되는 기본 교과서를 저술했다.
2004년에서 2010년 사이에 오슬로 대학에서 학제간 연구 프로그램인 CULCOM(Cultural Complexity in New Norway)을 지휘했다. 프로그램적인 성명에서 그는 주요 목표가 "노르웨이 지도를 다시 그리는 것"이 새로운 초국가적, 복잡하고 세계화된 현실에 맞도록 만드는 것이라고 말했다.